# 화순옹주 (영조)
화순옹주(和順翁主, 1720년 ~ 1758년 2월 24일(음력 1월 17일))는 조선의 왕족이며, 영조의 둘째 딸이다. 어머니는 정빈 이씨이다. 추사 김정희의 증조모이기도 하다.

## 생애
1720년(숙종 46년), 숙종의 아들인 연잉군(영조)와 첩인 이씨(정빈 이씨)의 둘째 딸로 태어났으며 이름은 향이(香怡)이다. 언니 화억옹주가 조졸하였기 때문에 장녀로서 자랐다.
1721년(경종 2년), 아버지 연잉군이 왕세제로 책봉되면서 어머니 이씨 또한 소훈(昭訓)에 봉작되었다. 같은 해 11월, 어머니를 여의었다.
1725년(영조 1년), 화순옹주(和順翁主)에 봉해졌으며, 1732년(영조 8년) 영의정을 지낸 김흥경(金興慶)의 아들인 월성위(月城尉) 김한신(金漢藎)과 혼인하였다. 혼인 후 궁에 머물다가 2년후인 1734년(영조 10년) 출합하였다.
1758년(영조 34년) 1월 4일, 남편 김한신이 세상을 떠나자 그 죽음을 슬퍼하며 곡기를 끊었고, 아버지 영조의 만류에도 불구하고 결심을 바꾸지 않아 곡기를 끊은 지 13일 만인 1월 17일 죽음에 이르렀다.

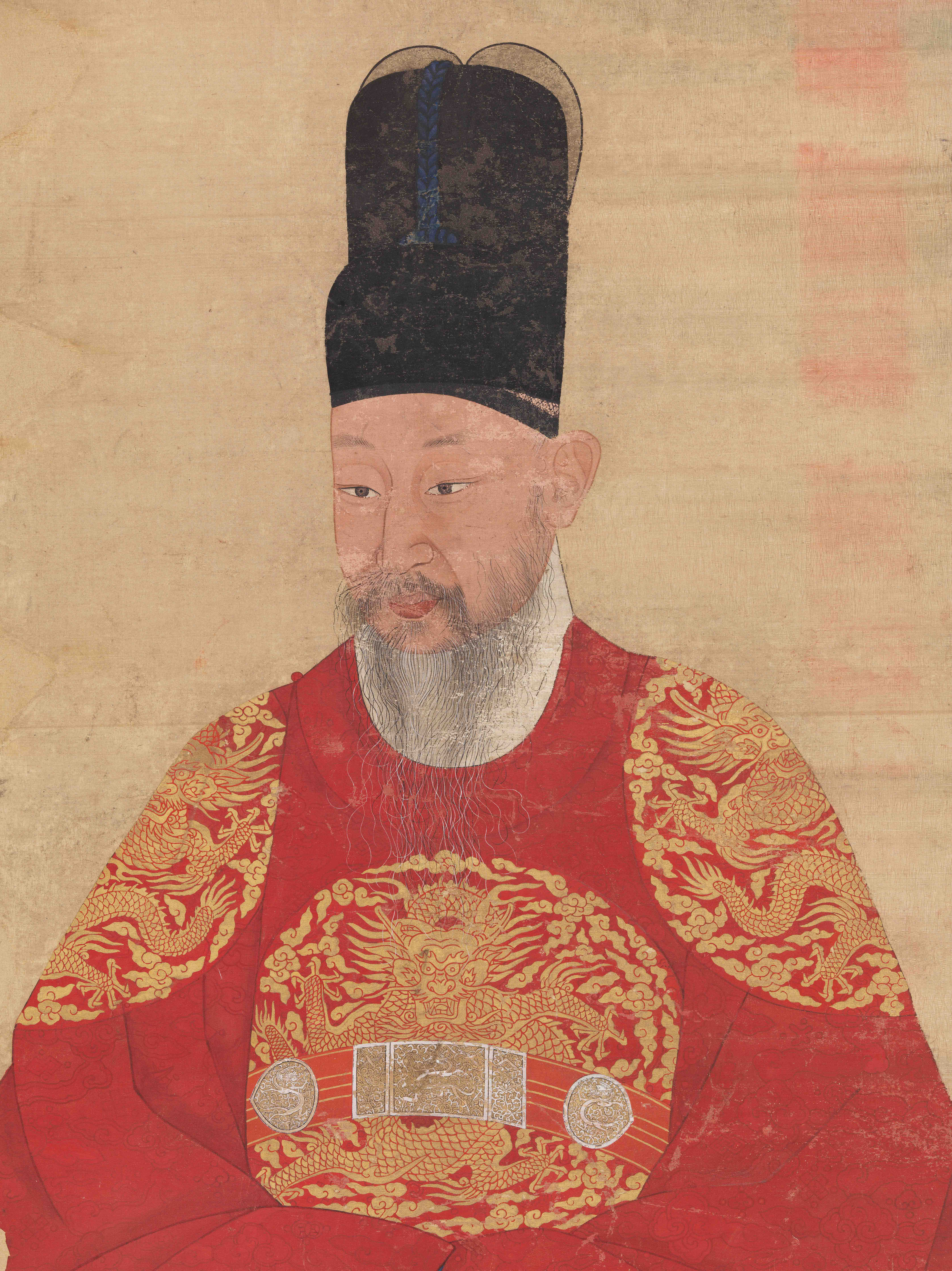
영조의 51세때의 모습을 그린 어진

화순옹주의 졸기

화순옹주가 졸(卒)하였다.
옹주는 바로 임금(영조)의 첫째 딸인데 효장세자(孝章世子)의 동복 누이동생이다.
월성위(月城尉) 김한신(金漢藎)에게 시집가서 비로소 궐문을 나갔는데,
심히 부도(婦道)를 가졌고 정숙하고 유순함을 겸비하였다.
평소에 검약을 숭상하여 복식에 화려하고 사치함을 쓰지 않았으며,
도위(都尉, 김한신)와 더불어 서로 경계하고 힘써서
항상 깨끗하고 삼감으로써 몸을 가지니, 사람들이 이르기를,
‘어진 도위와 착한 옹주가 아름다움을 짝할 만하다.’ 고 하였는데,
도위가 졸하자, 옹주가 따라서 죽기를 결심하고,
한 모금의 물도 입에 넣지 아니하였다.

임금이 이를 듣고, 그 집에 친히 거둥하여 미음을 들라고 권하자,
옹주가 명령을 받들어 한 번 마셨다가 곧 토하니,
임금이 그 뜻을 돌이킬 수 없음을 알고는 슬퍼하고 탄식하면서 돌아왔는데,
이에 이르러 음식을 끊은 지 14일이 되어 마침내 자진(自盡)하였다.
화순옹주가 죽자 영조는 슬퍼하며 옹주의 상(喪)에 왕림하였는데, 이때 예조판서 이익정이 옹주의 절의를 기리고자 정려(旌閭) 할 것을 청하자, 부인으로서의 정절을 지켰다 하더라도 부모에게는 불효하였므로 도리에 어긋난다며 청을 거절하였다.
| “ | 자식으로서 아비의 말을 따르지 아니하고 마침내 굶어서 죽었으니, 효(孝)에는 모자람이 있다. 앉아서 자식의 죽는 것을 보고 있는 것은 아비의 도리가 아니기 때문에, 내가 거듭 타일러서 약을 먹기를 권하니, 옹주가 웃으며 대답하기를, ‘성상의 하교가 이에 이르시니 어찌 억지로 마시지 아니하겠습니까?’ 하며, 조금씩 두 차례 마시고는 곧 도로 토하면서 말하기를, ‘비록 성상의 하교를 받들었을지라도 결심한 바가 이미 굳어졌으니, 차마 목에 넘어가지 아니합니다.’ 하기에, 내가 그 고집을 알았으나, 본심이 연약하므로 사람들의 강권을 입어 점차로 마실 것을 바랐는데, 끝내 어버이의 뜻에 순종할 생각은 하지 않고 마침내 이로써 운명(殞命)하였으니, 정절(貞節)은 있으나 효에는 모자란 듯하다. 그날 바로 죽었으면 내가 무엇을 한스러워하겠는가마는, 열흘을 먹지 않아 내 마음이 많이 괴로웠다. 아까 예조 판서가 정려하는 은전을 실시하라고 청하였는데, 그 청함은 잘못이다. 아비가 되어 자식을 정려하는 것은 자손에게 법을 주는 도리가 아니며, 또한 뒤에 폐단됨이 없지 아니하다. | ” |
|   | — 《영조실록》 91권, 영조 34년(1758년 청 건륭(乾隆) 23년) 1월 17일 (갑진) |   |

정조 대에 화순옹주의 정절을 기리기 위하여 그녀를 열녀로 봉하고, 열녀정문을 세웠다. 충청남도 예산군 신암면 용궁리에 남편 김한신과 합장되어 있으며 옹주의 열녀정문인 유형문화재 제45호 화순옹주홍문(和順翁主紅門) 또한 이곳에 있다.

## 가족 관계
| - 아버지 : 영조(英祖, 1694~1776) - 어머니 : 정빈 이씨(靖嬪 李氏, 1694~1721) - 언니 : 화억옹주 향염(和憶翁主 香艶, 1717~1718) - 오빠 : 진종(眞宗, 1719~1728) | - 부마 : 월성위(月城尉) 김한신(金漢藎, 1720~1758) - 양자 : 김이주(金頤柱, ∼1797) - 김한신의 형인 김한정(金漢禎)의 3남 - 며느리 : 해평 윤씨(海平 尹氏, ?~1796) - 윤득화(尹得和)의 딸 - 손자 : 김노경(金魯敬, 1766~1838) - 손자부 : 기계 유씨(杞溪 兪氏, ? ~1801) - 유준주(兪駿柱)의 딸 - 증손자 : 김정희(金正喜, 1786~1856) - 손녀 : 경주 김씨(慶州 金氏) - 홍봉한의 손자 홍최영과 혼인 |

## 관련 문화재
- 예산 화순옹주 홍문 (충청남도 유형문화재 제45호)